# Беляев, Александр Петрович (гребец)
Александр Петрович Беляев (22 июля 1929, Бродецкое — 14 апреля 2019, Саратов) — советский гребец, двукратный чемпион СССР (1954, 1958), призёр чемпионата Европы (1959) по гребле на каноэ. Мастер спорта СССР (1954). 

## Биография
Родился 22 июля 1929 года в селе Бродецкое Оренбургского округа Средне-Волжской области. Начинал заниматься греблей на каноэ в Москве во время службы в Вооружённых силах. В 1954 году вместе с Александром Антошиным стал чемпионом СССР в классе двоек на дистанции 1000 метров. 
С 1958 года жил в Саратове, где тренировался в спортивном обществе «Динамо». В том же году выиграл чемпионат СССР в классе одиночек на дистанции 1000 метров. В 1959 году был включён в состав сборной страны на чемпионате Европы в Дуйсбурге и завоевал бронзовую медаль этих соревнований в той же дисциплине. 
В 1960 году завершил свою спортивную карьеру. В дальнейшем занимался тренерской деятельностью в ВФСО «Динамо» (1960–1972) и ДСО «Локомотив» (1973–1989).
Умер 14 апреля 2019 года в Саратове. Похоронен на кладбище села Пристанное Саратовского городского округа. В Саратовской области ежегодно проводятся соревнования по гребле на байдарках и каноэ, посвящённые памяти Александра Беляева.

## Образование
В 1968 году окончил Государственный центральный ордена Ленина институт физической культуры.